# جواد سعيد
جواد سعيد (بالفارسية: جواد سعید) هو طبيب وسياسي إيراني، ولد في 1923 في ساري في إيران، وتوفي في 8 مايو 1979 في طهران في إيران بسبب إعدام رميا بالرصاص. حزبياً، نشط في Rastakhiz Party ‏.